# 井上輝彦
井上 輝彦（いのうえ てるひこ、1986年5月15日 - ）は、日本の将棋アマ強豪。愛知県尾張旭市出身。

## 棋風
- 得意戦法は向かい飛車、角交換四間飛車、振り飛車穴熊等、振り飛車全般。攻め将棋で、早指しが得意。

## 人物
- 公務員。
- 南山大学卒。
- 第32回（2010年）全国アマチュアレーティング選手権 優勝。
- 第66回（2012年）全日本アマチュア名人戦 準優勝 [1]。
- 第6回（2016年）将棋アマチュア銀河戦 優勝 [2]。
- 第33期（2016年）アマチュア王将戦 準優勝[3]。

## エピソード
- 将棋の生放送中に、アカウント名、zibakuou(通称:自爆王)として、よく乱入する。将棋ウォーズでは、谷合廣紀、高見泰地(3回)、佐藤天彦、藤森哲也に勝利し、永瀬拓矢に敗北。将棋クエストでは、大平武洋(2回)に勝利し、天野貴元に敗北。
- 電王ponanzaに勝てたらドスパラのノートPCをプレゼント！挑戦者求む！[ドスパラ名古屋・大須店](2014年08月23日)に出演。正体についてのコメントが書き込まれたが、特に触れられなかった。
- 細川大市郎とはライバルで、将棋ウォーズの番組内では、3勝1敗。第2回将棋ウォーズ王将戦 最終日生中継（2015年1月25日、ニコニコ生放送）では、電話出演した。
- 「第1期将棋ウォーズ棋神戦」(2016年4月23日)に出演。ここで初めて名前とアカウント名が一致した[4]。
- 「朝日新聞社杯第2期将棋ウォーズ棋神戦」(2016年8月15日)に出演し、優勝。